# Sufflamen albicaudatum
Sufflamen albicaudatum es una especie de peces de la familia Balistidae en el orden de los Tetraodontiformes.

## Morfología
Pueden llegar alcanzar los 22 cm de longitud total.

## Distribución geográfica
Se encuentra desde las  costas del Mar Rojo hasta el Golfo de Omán.